# Leonie Kullmann
Leonie Marlen Kullmann, född 26 augusti 1999 i Dresden, är en tysk simmare.

## Karriär
Vid EM 2024 i Belgrad var Kullmann en del av Tysklands lag som tog brons på 4×200 meter mixed frisim. Hon erhöll ytterligare ett brons på 4×100 meter mixed frisim efter att ha simmat försöksheatet där Tyskland sedermera tog medalj.